# Ropica varipennis
Ropica varipennis là một loài bọ cánh cứng trong họ Cerambycidae.